# Majken Thorup
Majken Thorup Toft (født 1. maj 1979 i Hadsund) er en tidligere dansk svømmer der vandt en bronzemedalje i 50 meter brystsvømning på EM 2004. Samme år konkurrerede hun på tre distancer på OL, men hun blev elimineret i de indledende heat. I 2005 stoppede hun med svømning på grund af hjertesygdomen perikardit som medføre betændelse i hjertesækken, sygedommen resulterade i flere hospitalsindlæggelser 2005. I løbet af sin karriere satte hun 27 danske rekorder. Hun svømmede i Aalborg Svømmeklub.